# Kużmara (rejon zwienigowski)
Kużmara (ros. Кужмара) – wieś (sieło) w Rosji, w Mari El, w rejonie zwienigowskim. W 2010 liczyła 1311 mieszkańców.